# A Espera de Liz
A Espera de Liz é um filme de drama dirigido por Bruno Torres. O roteiro é uma parceria entre o diretor e a atriz Simone Iliescu: ambos interpretam os protagonistas do filme. Também fazem parte do elenco Rosanne Mulholland, Zécarlos Machado, Murilo Grossi e Ingra Lyberato.
Em 2023, o filme A Espera de Liz foi finalista do Grande Prêmio do Cinema Brasileiro – a premiação mais importante do segmento no país - em quatro categorias, dentre elas Melhor Roteiro Original e Melhor Primeira Direção de Longa-Metragem.

## Sinopse
Liz vive um momento de incertezas. Silenciada, ela procura compreender o motivo do desaparecimento de seu companheiro Miguel. Tentando encontrar respostas, Liz sente a necessidade do apoio de Lara, sua irmã mais nova. Aos poucos, o resgate da relação das duas se torna mais intenso e ambas revisam valores, fortalecendo o amor e a admiração. Mas Lara guarda um segredo que desvenda o desaparecimento de Miguel, enquanto Liz faz brotar de dentro de si o poder de sua individualização.

## Elenco
- Simone Iliescu como Liz
- Rosanne Mulholland como Lara
- Bruno Torres como Miguel
- Zécarlos Machado como Matheus
- Ingra Liberato como Diana
- Murilo Grossi como Martineli
- Júlio Matsunaga como Júlio

## Produção
A Espera de Liz é o primeiro longa-metragem dirigido pelo ator e cineasta brasiliense Bruno Torres. As gravações do filme ocorreram na cidade de Gramado, no Rio Grande do Sul. Segundo o diretor, a escolha da cidade como cenário do filme se deu pelo fato de que "o clima [da cidade] contribuiria dramaticamente com o roteiro que escreveu." Além da cidade gaúcha, o filme também contou com cenas rodadas no Monte Roraima, localizado na fronteira entre o Brasil, Venezuela e Guiana.
O orçamento do filme foi de R$ 1,6 milhão.

## Sustentabilidade e Compensação Ambiental
A Espera de Liz é o primeiro filme da história do cinema brasileiro a compensar todas as emissões de carbono da sua produção. A ação de compensação das emissões do filme partiu de uma iniciativa conjunta das empresas Aquarela Midwest, Ecooar e Emplac, com transparência e auditoria pública online.
Portanto, além de um produto audiovisual, a produção é também amiga do clima, com responsabilidade socioambiental.
A Espera de Liz é também a única produção do cinema brasileiro a desbravar e filmar no topo do Monte Roraima. Uma saga particular deste filme, que trouxe um caráter imagético extraordinário.
Através de uma plataforma inovadora, utilizando a Tecnologia da Informação e algoritmos, foram calculadas as quantidades GEE (Gases de Efeito Estufa) geradas durante a produção.
Somando as horas, foram 124 dias gastos entre a filmagens e a pós-produção, com 89 pessoas envolvidas em emprego direto, e mais de 200 outras empregadas indiretamente como figurantes e/ou estagiários, levando-se em conta também a equipe e população local.
Durante as gravações foram utilizados 18 veículos, desde carros, ônibus, caminhões e uma moto de cena. Somam-se a esses impactos também
63 viagens de avião, com grandes distâncias percorridas por toda a equipe.
Levando-se em conta todos esses impactos foram compensados, através do plantio de 130 árvores, em áreas de preservação permanente, previamente mapeadas via satélite, com eficiência e transparência.
Por essas ações de mitigação dos impactos gerados durante a produção do filme A ESPERA DE LIZ foi concedido o Selo Verde Ecooar que atesta essa compensação de 16,9 toneladas de GEE.
Após o lançamento do filme será disponibilizado um relatório de sustentabilidade, contendo o detalhamento das emissões, das compensações e todos os dados técnicos dos impactos gerados.

## Igualdade de Gênero
Visando aplicar os pilares da sustentabilidade são (Socialmente justo, ecologicamente correto e economicamente viável), a produção favoreceu uma equipe equilibrada entre homens e mulheres, oferecendo condições justas de trabalho.
59% da equipe é formada por mulheres e 41% homens, sendo a maior parte dos cargos de chefia ocupado por profissionais mulheres.
Esta foi a forma que os gestores do filme encontraram para aplicar o "socialmente justo" no arrojado modelo de produção sustentável, além de doar mantimentos e ferramentas essenciais de trabalho para a comunidade Taurepang do Monte Roraima.

## Sobre o diretor
Ator, cineasta, fotógrafo e músico, Bruno Torres conquistou mais de 30 prêmios individuais em sua carreira. Seus curtas metragens O ÚLTIMO RAIO DE SOL, PEQUENA PAISAGEM DO MEU JARDIM, ENCONTRO DAS ÁGUAS, O TEMPO DO PLANO e A NOITE POR TESTEMUNHA, conquistaram juntos mais de 100 prêmios em festivais de cinema nacionais e internacionais, tendo também concorrido em notórios festivais internacionais, como por exemplo Huesca International Film Fest, Festival del Nuevo Cine Americano de Havana , International Film Festival of Valencia, Festival internacional de curtas metragens de São Paulo, entre outros. No início de sua carreira como produtor e diretor, conquistou o respeitado prêmio SIGNIS OCIC, por seu trabalho de direção no curta metragem O ÚLTIMO RAIO DE SOL .
Pelo sucesso de bilheteria SOMOS TÃO JOVENS, de Antônio Carlos da Fontoura, Bruno Torres foi finalista na categoria de melhor ator coadjuvante ao Grande Prêmio do Cinema Brasileiro, o mais importante prêmio do segmento no país. Bruno será produtor da série documental A SUSTENTÁVEL LEVEZA DO SER, para o Canal Futura.
Além dos já citados, trabalhou em mais de 40 filmes em funções distintas, e foi ator em mais de 40 obras audiovisuais, entre curtas longas, novelas e séries.
Bruno Torres tem atuado como ambientalista, realizando trabalhos de fotografia em projetos socioambientais em diversos países, além de ter recebido importantes prêmios de fotografia de natureza, como por exemplo a menção honrosa no Concurso Itaú BBA - Árvore Florida, recebendo a honraria das mãos do fotógrafo Araquém Alcântara.
Em 2020, Bruno Torres se tornou o primeiro ator brasileiro a compensar o carbono de todas as suas atividades profissionais e pessoais, através das empresas Ecooar, Sustainable Carbon e Iniciativa Verde.

## Lançamento
No Brasil, o filme conta com distribuição da Pandora Filmes. Após alguns adiamentos, o lançamento comercial do filme foi marcado para 17 de março de 2022.